# Киаверано
Киавера̀но (на италиански: Chiaverano; на пиемонтски: Ciavran, Чавъран) е село и община в Метрополен град Торино, регион Пиемонт, Северна Италия. Разположено е на 329 m надморска височина. Към 1 януари 2020 г. населението на общината е 2045 души, от които 116 са чужди граждани.